# Рибаков Ігор Володимирович
Ігор Володимирович Рибаков (16 травня 1972, Магнітогорськ) — російський підприємець, учасник списку найбагатших людей Росії за версією журналу Forbes, 96 місце в рейтингу в 2020 році зі статками 1,3 млрд доларів США, співвласник корпорації Техноніколь і співзасновник Рибаков Фонд.

## Біографія
Народився 16 травня 1972 року в Магнітогорську.
У 1989 році закінчив середню школу з поглибленим вивченням математики, паралельно з цим — заочну фізико-технічну школу при Московському фізико-технічному інституті МФТІ. А після поступив на факультет фізичної і квантової електроніки МФТІ.
У 1996 році закінчив МФТІ за спеціальністю інженер-фізик.

## Бізнес

### Техноніколь
У 1992 році, будучи на третьому курсі інституту, спільно з однокурсником Сергієм Колесніковим заснував компанію «Техноніколь».
У 2015 році компанія входила, на 91 місці, в Топ-200 найбільших приватних компаній в Росії за версією Forbes, в 2018 році вона посідала 111-те місце.
У грудні 2017 року вийшла у світ книга Ігоря Рибакова «Жага», в якій він поділився своїм поглядом на історію створення «Техноніколь» і своєю філософією підприємництва, а також розповів, як прийшов до рішення зайнятися діяльною філантропією. У травні 2018 року книга «Жага» стала переможцем конкурсу «Ділова книга року в Росії».
У листопаді 2018 року Ігор Рибаков разом зі своїм партнером по «Техноніколь» Сергієм Колесніковим переміг у конкурсі EY «Підприємець року 2018» в Росії.

### Інвестиції
Компанія «Ніколь Пак» (Рибакову належить половина частки компанії) — виробник картону і продукції з нього. До складу компанії входить п'ять заводів у Росії з загальною продуктивністю 255 тис. тонн картону на рік.
Влітку 2018 року «Ніколь Пак» придбала провідного виробника картонно-паперової продукції Центральної Азії.
У лютому 2018 року в Москві біля метро «Курська» відкрився «смарт-офіс» компанії SOK, що працює за принципом коворкінгу; співінвестором проекту став И. Рибаков, структури якого вклали в мережу коворкінг компанії SOK 1,2 млрд руб. У вересні 2018 року смарт-офіс SOK відкрила найбільший коворкінг в Росії в будівлі «ВТБ Арена парк» на Ленінградському проспекті в Москві.
У квітні 2018 року міжнародний бізнес-інтегратор Prytek вийшов на російський ринок з наміром інвестувати в місцеві стартапи з середнім чеком до 2 млн доларів і просувати їх за кордоном. Ключовим російським партнером Prytek став И. Рибаков. Prytek вже проінвестував більше 100 млн доларів у 35 проектів..

## Філантропія

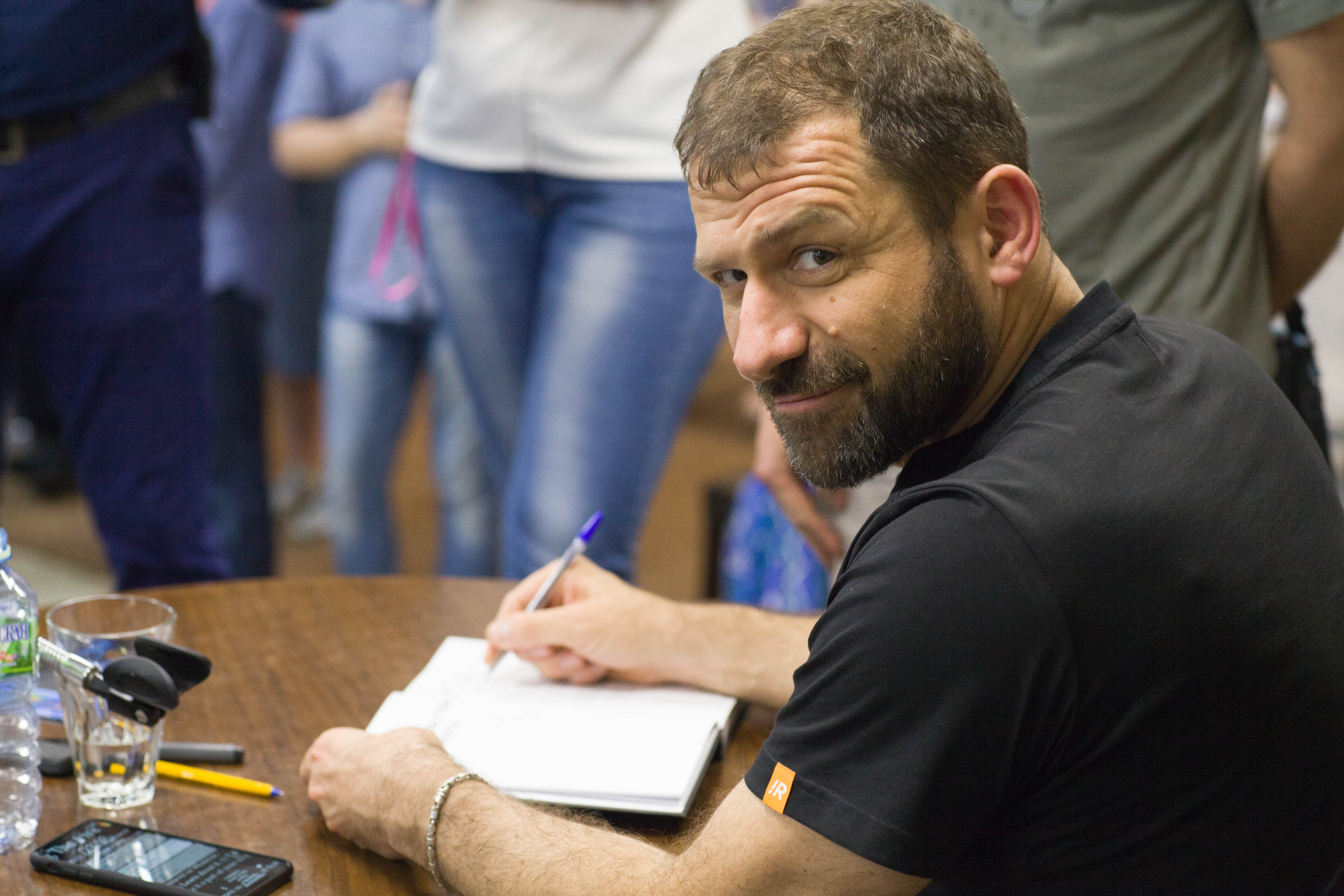
На презентації книги «Струм. Як здійснювати вигідні кроки без втрат», 2019

У грудні 2015 року Ігор Рибаков разом з дружиною Катериною створили «Рибаков Фонд». Засновниками фонду було внесено 1 млрд руб. для фінансування проектів організації, при цьому вони планують далі збільшувати фінансування.
У 2020 році фонд посів третє місце в рейтингу приватних благодійних фондів Росії за версією рейтингового агентства RAEX.
Гран-прі Rybakov Prize становить 1 млн доларів.
Ігор Рибаков передав своїй рідній школі № 56 м. Магнітогорська $1 млн доларів для створення ендаумента — відсотки від інвестування коштів щорічно витрачаються на благо школи (премії для вчителів, стипендії для учнів і т. д.).
Ігор Рибаков заявив, що вони з дружиною прийняли рішення не залишати спадщини жодному зі своїх чотирьох дітей. «Ми не будемо залишати спадок своїм дітям. Замість цього більшу частину статків нашої сім'ї ми направимо на розвиток освіти в країні. $100 млн буде інвестовано вже в найближчі 10 років», — написав Рибаков у своєму Instagram.

## Родина
Ігор Рибаков одружений. З дружиною Катериною у них четверо дітей.
Катерина очолює фамільний благодійний "Рибаков Фонд". Катерина: "Багатьом незрозуміло, навіщо я, будучи дружиною забезпеченого чоловіка, займаюся справами Фонду. На мій погляд, забезпеченість і задоволення матеріальних потреб не дають людині відчуття повноцінного життя. Можливо, подібний спосіб життя когось і влаштовує, але це точно не для мене".

## Захоплення
Досвідчений яхтсмен, в 2010 році здобув перемогу у Чемпіонаті світу у складі команди парусної яхти Technonicol (X-41).
За підсумками 2017 року увійшов до топ-5 найбільш пишуть великих бізнесменів Росії за версією газети «Комерсант».
У 2019 — вихід першого аудіо-альбому Ігоря Рибакова «Йшло літо».

## Санкції
15 квітня 2023 року доданий до санкційного списку України.